# Darío Ripoll
Dario Ripoll, Dario Ripoll Herrera (San Pedro Garza García, 16 maggio 1970), è un attore messicano di cinema, teatro e televisione, noto per il ruolo di Luis San Román nella serie Vecinos e di Cardenas in Porque el amor manda.

## Carriera
Darío Ripoll ha studiato recitazione presso la National School of Theatre Art dell'INBA. Ha seguito corsi di recitazione e specializzazione in recitazione nel cinema, con i registi: Nacho Ortíz, Joaquin Bissner e Luis Felipe Tovar.
Con più di 20 anni di carriera artistica, ha partecipato a più di 15 opere teatrali, tra le quali spiccano: Città invisibili, Just Let's Get Out, The Suspicious Truth, Theatrical Blood, The Man of La Mancha, Chicago the Musical, Los Miserables, Una Eva e due Louts, The Rebel Novice, The Wife's Game e Peter Pan.
Al cinema spicca la sua partecipazione ai seguenti lungometraggi: 7 Days, The Librarian, Artificial Lights, The Just, Divine Confusion, The Last Death e Tooth for a Tooth.
In televisione ha partecipato a soap opera come: Il brutto più bello, I love Juan Querendón, Alma de Hierro, Una famiglia fortunata e in serie come The Simulator, Thirteen Fears, Los Héroes del Norte,  Hermanos y Detectives, Addicts,  XY, Mujeres Asesinas 3, La Familia Peluche (terza stagione), Vecinos dove ha interpretato Luis San Román (il bipolare) e la sua partecipazione più recente alla telenovela Porque el amor manda come Licenciado Cárdenas.
Ha anche interpretato il personaggio di Joker nel doppiaggio spagnolo dei videogiochi Batman: Arkham Origins e Batman: Arkham Knight.

## Filmografia

### Telenovele
- Educando a Nina (2018) - Van Damme
- The pilot (2017) - Eladio "El Bochas"
- Mi corazón es tuyo (2015) - Giudice al matrimonio di Ana e Fernando
- Porque el amor manda (2012-2013) - Oliverio Cárdenas
- Una famiglia fortunata (2011-2012) - Raymundo "Ray Pelonch"
- Iron soul (2008-2009) - Monchi
- I love Juan Querendón  (2007-2008) - Oswaldo Ibarra
- Il brutto più bello (2006-2007) - Eder Roza del Moral

### Serie TV
- Forever Joan Sebastian  (2016) - Chucho Rendón
- Logout  (2015) - Harmony
- The Plush Family (2012) - Plush Police
- Star2  (2012) - Vari personaggi
- Los Simuladores (2008) - Partner della società di costruzioni
- Vecinos (2005-2008 / 2012/2017-Presente) - Luis San Román
- Furcio (2000-2002)

### Doppiaggio
- Batman: Arkham Origins (2013) - Joker (voce)
- Batman: Arkham Knight (2015) - Joker (voce)